# Podocarpus polystachyus
Podocarpus polystachyus — вид хвойних рослин родини подокарпових.

## Поширення, екологія
Країни поширення: Бруней-Даруссалам; Індонезія (Калімантан, Молукські о-ви, Папуа, Суматра); Малайзія (півострів Малайзія, Сабах, Саравак); Папуа Нова Гвінея; Філіппіни; Сінгапур; Таїланд. Цей вид зустрічається в основному на піщаних пляжах, часто на краях мангрових заростях на або трохи вище високого припливу. Тут це хирляве дерево, що не перевищує 6-7 м у висоту. На прибережних вапнякових і гранітних землях дерева вузлуваті і чагарникові й не перевищують 2-3 м.

## Використання
Там, де цей вид росте як високе дерево, наприклад, на Молукських островах, це досить важливе джерело для деревини, яка бліда, жовтувато-коричнева й використовується для будівництва, віконних рам, суднобудування, підлоги, фанери, меблів та столярних виробів, конструкцій, предметів домашнього вжитку, сірників і зубочисток. Це одне з небагатьох видів роду зазвичай саджають як декоративне дерево в тропічних країнах, головним чином в рамках своєї зони природного поширення, але, також у Республіці Конго.

## Загрози та охорона
Основною загрозою для цього виду є швидка вирубка лісів, що відбувається в низинних прибережних районах півострова Малайзія, Борнео і на Філіппінах, в першу чергу, щоб звільнити місце для плантацій олійних пальм. Лише невеликий відсоток з відомих місць знаходжень цього виду в даний час знаходиться на охоронних територіях, зокрема, на острові Палаван на Філіппінах.